# Paraplesiohedruris ranae
Paraplesiohedruris ranae ist eine Art der Spulwürmer und einziger Vertreter der Gattung Paraplesiohedruris. Sie ist ein Darmparasit bei der Art Hylarana volkerjane aus der Familie der Echten Frösche in Papua-Neuguinea.

## Merkmale

### Gattung
Die Gattung Paraplesiohedruris hat die Merkmale der Cosmocercinae. Es sind kleine Fadenwürmer mit deutlichem Sexualdimorphismus. Weibchen sind kräftig und länger als die schlanken Männchen. Eine Pseudoringelung ist ausgebildet, die Kutikula hat diskointunierliche Mikroleisten, die mikroskopisch je nach Fokussierung als Längs- oder Querfalten erscheinen. Nahe der Lippen beginnen zarte Seitenflügel, die bei beiden Geschlechtern bis zur Schwanzspitze reichen. Die dreieckige Mundöffnung ist von drei Lippen umgeben. Die Oberlippe ist mit zwei Papillen besetzt, die beiden seitlichen Unterlippen mit je einer und einer seitlichen Amphide. Der Ösophagus besteht aus einem kurzen vorderen Pharynx, einem verlängerten Körper, einer kurzen Engstelle (Isthmus) und einem birnenförmigen Bulbus mit Klappen. Die Ausscheidungspore liegt im Bereich des Bulbus. Männchen haben einfache Genitalpapillen in variabler Zahl. Die Spicula sind einfach, ein Gubernaculum vorhanden. Beide Geschlechter haben somatische Papillen. Die Vulva liegt in der Körpermitte, die Weibchen sind vivipar.

### Männchen
Männchen von Paraplesiohedruris ranae sind im Mittel 3,07 mm lang und in der Körpermitte 313 µm dick. Der Ösophagus ist im Mittel 447 µm lang. Der Nervenring liegt 192 µm, die Ausscheidungspore 402 µm hinter dem Vorderende. Der Schwanz ist konisch. Die Hoden liegen in der Körpermitte. Die beiden Spiculsind 439 µm lang, das dreieckige Gubernaculum 53 µm. Die Schwanzpapillen sind warzenförmig, 18 bis 20 Paare vor der Kloake, vorn weiter auseinanderliegend. 9 bis 10 Paare liegen hinter der Kloake, eine unpaare Papille liegt an der vorderen Kloakenlippe. Darüber hinaus gibt es ventrolateral (bauchwärts-seitlich) und rückenseitig Reihen seitlicher somatischer Papillen, die hinten zahlreicher sind und vorn weiter auseinander liegen. Die Phasmiden liegen in der Schwanzmitte.

### Weibchen
Weibchen sind im Mittel 3,67 mm lang und im Bereich der Vulva 499 µm dick. Der Ösophagus ist 495 µm lang. Der Nervenring liegt 206 µm, die Ausscheidungspore 389 µm und die Vulva 2,133 mm hinter dem Vorderende. Die Vulva stellt sich als hervorstehender Schlitz dar. Der muskulöse Ovijektor ist etwa 600 µm lang und zieht nach vorn, biegt dann um und geht im Bereich der Vulva in die beiden Uteri über. Die Eierstöcke beginnen in der Körpermitte und ziehen nach von bis zum Ösophagus-Darm-Übergang. Von hier ziehen die Eileiter zurück bis auf Höhe der Vulva. Die Eier sind dünnschalig, im Uterus sind bereits freie Larven vorhanden. Der konische Schwanz endet mit einem sklerotinierten, 220 µm langen Haken. Der Anus liegt 116 µm vor der Hakenbasis.